# Théia (Océanide)
Pour les articles homonymes, voir Théia (homonymie).
Théia  (en grec ancien  Θεία / Theía) est, dans la mythologie grecque archaïque, une Océanide, fille d'Océan et de Téthys. Elle passait pour s'être unie avec son père Océan afin d'engendrer Passalos et Acmon, les deux Cercopes.

## Famille

### Ascendance
Ses parents sont les titans Océan et Téthys. Elle est l'une de leur multiples filles, les Océanides, généralement au nombre de trois mille, et a pour frères les Dieux-fleuve, eux aussi au nombre de trois mille. Ouranos (le Flot) et Gaïa (la Terre) sont ses grands-parents tant paternels que maternels.

### Descendance
Hésiode comme Tzétzès la donnent pour mère de Passalos et Acmon, les deux Cercopes, qu'elle engendre avec son père Océan.